# Handballer des Jahres (DDR)
Mit der Auszeichnung Handballer des Jahres bzw. Bester Handballer wurden in der Deutschen Demokratischen Republik (DDR) von 1980 bis 1989 jährlich die herausragenden Handballspieler eines Jahres geehrt. Die Wahl war das Ergebnis einer Umfrage unter Journalisten und Verbandsfunktionären des Deutschen Handballverbands (DHV).
In der Bundesrepublik Deutschland werden seit 1978 die Handballer des Jahres gewählt.

## Frauen
| Jahr | Name             | Verein                 |
| ---- | ---------------- | ---------------------- |
| 1980 | Kristina Richter | TSC Berlin             |
| 1981 | Katrin Krüger    | ASK Vorwärts Frankfurt |
| 1982 | Katrin Krüger    | ASK Vorwärts Frankfurt |
| 1983 | Kornelia Kunisch | SC Magdeburg           |
| 1984 | Petra Uhlig      | SC Leipzig             |
| 1985 | Evelyn Hübscher  | ASK Vorwärts Frankfurt |
| 1986 | Sabine Picken    | SC Magdeburg           |
| 1987 | Evelyn Hübscher  | ASK Vorwärts Frankfurt |
| 1988 | Andrea Stolletz  | SC Leipzig             |
| 1989 | Heike Dombrowski | SC Empor Rostock       |

## Männer
| Jahr | Name               | Verein           |
| ---- | ------------------ | ---------------- |
| 1980 | Wieland Schmidt    | SC Magdeburg     |
| 1981 | Wieland Schmidt    | SC Magdeburg     |
| 1982 | Frank-Michael Wahl | SC Empor Rostock |
| 1983 | Ingolf Wiegert     | SC Magdeburg     |
| 1984 | Peter Rost         | SC Leipzig       |
| 1985 | Frank-Michael Wahl | SC Empor Rostock |
| 1986 | Hartmut Krüger     | SC Magdeburg     |
| 1987 | Frank-Michael Wahl | SC Empor Rostock |
| 1988 | Wieland Schmidt    | SC Magdeburg     |
| 1989 | Peter Pysall       | SC Magdeburg     |

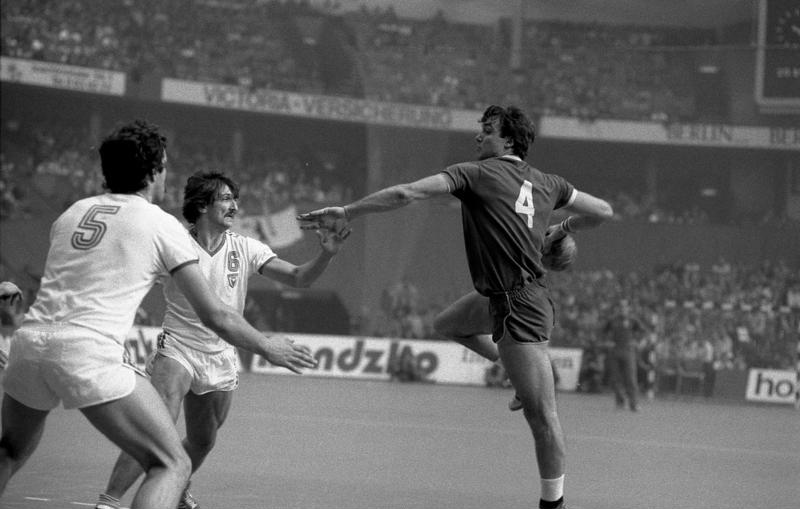
Frank-Michael Wahl (rechts), DDR-Handballer des Jahres 1982, 1985 und 1987

Die Aufstellung basiert auf den Angaben des Online-Projekts „Handball in der DDR“ auf der Website bundesligainfo.de.